# شهرستان دوپیج (ایلینوی)
شهرستان دوپیج، ایلینوی (به انگلیسی: DuPage County, Illinois) یک سکونتگاه مسکونی در ایالات متحده آمریکا است که در ایلینوی واقع شده‌است.